# 安杰拉·比尔德
安杰拉·蕾切尔·洛佩斯·比尔德（英語：Angela Rachael Lopez Beard；1997年8月16日—），菲律宾女子职业足球运动员，司职后卫，目前效力于林雪平足球俱乐部和菲律宾国家女子足球队。她曾代表菲律宾参加2023年国际足联女子世界杯。